# Корабли штурмуют бастионы
«Корабли штурмуют бастионы» — советский фильм, вторая часть историко-биографической кинодилогии Михаила Ромма, посвящённой русскому флотоводцу Фёдору Фёдоровичу Ушакову (1745—1817).
Фильм рассказывает о победах российского флота на Средиземном море.
Первая часть — фильм «Адмирал Ушаков».

## Сюжет
Действие фильма происходит на Средиземном море. Эскадра Ушакова в ходе Средиземноморского похода (1798—1800 гг.) совместно с войсками Суворова освобождает Италию от войск первого консула Франции Наполеона.
1798 год. Военные успехи Франции побуждают Россию, Турцию и Великобританию к созданию Антифранцузской коалиции.
Вызванный в Санкт-Петербург вице-адмирал Ф. Ф. Ушаков встречается с опальным фельдмаршалом Суворовым. Выясняется, что Ушакова вызвал в столицу его старый недруг граф Мордовцев, намереваясь обвинить перед императором Павлом в ремонте флота без санкции адмиралтейства и подаче жалобы на адмиралтейство, к которой прилагался кулек ржавых гвоздей — намек на выделение для флота некачественных материалов, а также в укрывательстве беглого каторжника Тихона Прокофьева. Однако посол Великобритании убеждает императора Павла I выступить против Франции. Кроме того, Турция согласилась пропустить российский флот через Босфор и усилить его своей эскадрой, но при условии, что им будет командовать адмирал, прозванный в Турции «Ушак-паша».
Мордовцев нехотя зачитывает Ушакову приказ, сообщая, что ему предстоит действовать совместно с Горацио Нельсоном и советуя тщательно изучить британские морские инновации — отказ от линейной тактики, расчленение сил противника и резерв. Вмешавшийся Суворов напоминает Мордовцеву, что некий адмирал прославился теми же приёмами на десять лет раньше. На недоуменный вопрос того, кто это был, Суворов отвечает, что это был турецкий адмирал Ушак-паша. Суворов и Ушаков поочередно вопрошают Мордовцева, почему в России не ценят своих заслуг, преклоняясь перед всем иностранным, однако тот не в состоянии ответить.
В июле французская армия высаживается в Египте. Более того, Неаполитанское королевство пало, а королевская чета в составе Фердинанда Первого и его супруги Марии Каролины бежала на корабль Нельсона. Возглавив русско-турецкую эскадру, Ушаков нанес удар по французским силам на Ионических островах, быстро заняв их все, за исключением Корфу, где находилась мощная французская крепость.
Адмирал Нельсон обсуждает ситуацию с послом Британии в Неаполе лордом Гамильтоном. Из-за политики Гамильтона британский флот занят блокадой Мальтийского архипелага, в то время как стратегически важные Ионические острова занимают российские силы. Гамильтон отмахивается от претензий одноглазого флотоводца, одновременно намекая своей жене леди Эмме, любовнице Горацио Нельсона, организовать покушение на Ушакова. Нельсону же он намекает, что снабжение российской эскадры осуществляют подконтрольные Британии турки. Находящимся на корабле королю Фердинанду I и королеве Марии Каролине Гамильтон сообщает, что британские силы не могут вернуть им Неаполь из-за Ушакова, который, якобы пренебрегая указами императора, занялся Ионическими островами.
Леди Гамильтон обсуждает со своим подручным Орфано — давним знакомым Тихона Прокофьева планируемые диверсионные мероприятия против эскадры Ушакова, включая бунт на турецком корабле и «шальную пулю» для самого адмирала. Один из членов «диверсионной группы» недоумевает, почему должен выполнять её приказы. Орфано объясняет ему, что «знает эту бабу двадцать лет. Она начинала в Лондоне, в матросских кабаках. А теперь её депеши читают лорды, и при этом держат руки по швам».
Ушаков тем временем ведёт подготовку к штурму Корфу. Следуя Суворовскому принципу «лучше пот, чем кровь», он проводит изнурительные учения десанта. К проблемам прибавилось некачественное турецкое продовольствие, вынудившее адмирала Ушакова использовать личные средства на приобретение продуктов у местного населения. К Ушакову прибывает посол Неаполитанского короля Фердинанда, который пытается убедить того оставить Корфу и идти на помощь Неаполю. Однако Ушаков понимает, что стоит за такой «искренней просьбой» и решительно отказывается.
В Египте Наполеон обсуждает со своими генералами обстановку на море, приходя к выводу, что крепость на острове Корфу неприступна. В это же время Ушаков проводит последнее совещание перед штурмом. Цитадель Корфу неприступна при отсутствии у атакующих наземной артиллерии. Однако новаторская идея Ушакова состоит в том, чтобы сначала захватить десантом при поддержке корабельной артиллерии остров Видо, прикрывающий Корфу с моря, а затем, опять же при поддержке корабельной артиллерии, захватить саму крепость.
После совещания Ушаков просит задержаться своих офицеров — Дмитрия Сенявина, Васильева, Метаксу и Григория Белли и рассказывает им о решении России создать на Ионических островах республику. Конституция будущей страны написана им же, «согласно местным традициям». Метакса — офицер греческого происхождения — наиболее поражается этой идее, напоминая об опасности республиканских идей передачи власти в руки «черни». Ушаков пристыжает его тем, что он не чтит традиций своей же страны и напоминает, что Ионические острова нужны и России в качестве базы на Средиземном море. После того, как офицеры расходятся, Ушаков просит задержаться Сенявина и сообщает, что несмотря на их взаимную неприязнь, не видит лучшего себе преемника и вручает приказ — в случае своей гибели принять командование флотом.
На следующее утро начинается штурм острова Видо. После часовой артиллерийской подготовки российские корабли высаживают десант. Однако вскоре огнём береговых батарей перебивает якорный канат линкора «Богоявление». Из-за ошибочных действий капитана Шапилова корабль разворачивается под ветер и теряет возможность ведения огня. Десант попадает под огонь береговых батарей. Ушаков приказывает вызвать Шапилова и заставляет того смотреть на попавший под огонь десант и считать убитых до тех пор, пока подошедший «Святой Михаил» не заменяет «Богоявление». Десант захватывает крепость Видо. Флот нацеливается на Корфу.
В ходе тяжелого штурма остров Корфу захватывается российскими силами. Участник штурма Корфу Тихон Прокофьев поднимает Андреевский флаг над крепостью, однако его убивает французский офицер. Ушаков высаживается на берег и принимает капитуляцию генерала Луи Шабо. Здесь его пытается застрелить Орфано, однако заметивший шпиона Виктор Ермолаев закрывает адмирала собой. Офицеры убивают Орфано ответным огнём, однако Виктор получает смертельное ранение.
На следующий день погибших при штурме Корфу хоронят с воинскими почестями. Метакса зачитывает населению Ионических островов будущую конституцию. Прибывший императорский курьер требует передать беглого каторжника Тихона Прокофьева, однако Ушаков во всеуслышание заявляет, что тот погиб при штурме.
Вернувшийся из «Кончанской ссылки» Суворов становится командующим российскими войсками в Северной Италии. Узнав о взятии крепости Корфу, он направляет Ушакову письмо с поздравлением, завершая его фразой «зачем не был я при Корфу, хотя мичманом». Получивший письмо Ушаков заявляет, что это для него выше любых наград.
К Ушакову, отмечающему с офицерами взятие Корфу, доставляют канонира Пирожкова, избившего турецкого боцмана. Тот объясняет, что турок нарушил приказ о неприкосновенности населения, попытавшись изнасиловать местную девушку. За это Ушаков, принимая во внимание, что Пирожков пьян («самую малость греки поднесли») назначает ему символическое наказание — трое суток ареста.
Завершив освобождение Ионических островов, флот переходит к блокаде итальянских портов и самого Неаполя. Отряд под командованием Белли берёт Неаполь, принимая капитуляцию французов совместно с британским коммодором Футом. Однако военные успехи Ушакова тревожат правительство Британии. Британские корабли адмирала Джона Джервиса якобы «потеряли в тумане» четыре уходивших из Египта французских корабля с Наполеоном на борту. Вернувшийся из Египта российский офицер Турчанинов сообщает о контакте британского эмиссара с французами накануне ухода из Египта. Ушаков в свою очередь рассказывает о похожих случаях на суше.
Британский флот прибывает в город Неаполь. На борту флагмана в город возвращается королевская чета. Королева Мария Каролина клянется безжалостно отомстить французам и республиканцам, в том числе за казнь своей сестры Марии-Антуанетты. Нельсон рвёт принятую Белли и Футом капитуляцию. Начинается кровавая расправа над французскими пленными и местными республиканцами. Фут в ходе ссоры с Нельсоном в знак протеста подаёт в отставку.
В Неаполь прибывает и эскадра Ушакова, офицеры которого возмущены тем, что фактически передали город в руки «ополоумевших королевских палачей». Адмирал Нельсон спорит с дипломатом Гамильтоном, возмущаясь тем, что политика превратила его в палача, он потерял лучшего друга, а репутация Британии запятнана предательством союзников. Однако Гамильтон непреклонен, а Нельсон вынужден следовать приказам адмиралтейства.
Ушаков и Нельсон встречаются на борту HMS «Vanguard», обсуждая дальнейшие действия по взятию Мальты. Нельсон настаивает на продолжении блокады, а Ушаков — на штурме. В ходе личной встречи между адмиралами происходит острый диалог, касающийся как «недоразумений», так и массовых репрессий в Неаполе. Встреча завершается ничем, однако Ушаков заявляет как Нельсону, так и королевской чете, что там, где развевается Андреевский флаг, казней не будет. Отряд матросов и гренадер выдвигается на Рим, который вскоре триумфально освобождают от французов.
Средиземноморский поход Ушакова завершается. Корабли возвращаются в Севастополь. Однако новый российский император Александр I не оценивает заслуг Ушакова. При подстрекательстве Мордовцева он отправляет Ушакова в отставку с мундиром и пенсией.
1811 год. Отставной адмирал Ушаков прибывает на борт линкора «Святой Павел». Капитан Васильев, старый сподвижник Ушакова встречает того со всеми почестями, несмотря на отставку. На корабле он встречает бывших матросов Ховрина и Пирожкова, лекаря Ермолаева и его младшего сына Александра — брата погибшего Виктора.

## В ролях
- Иван Переверзев — Фёдор Фёдорович Ушаков
- Геннадий Юдин — Сенявин
- Владимир Дружников — Васильев
- Алексей Алексеев — Метакса
- Владимир Балашов — Белли
- Сергей Бондарчук — Тихон Прокофьев
- Николай Хрящиков — Ховрин
- Михаил Пуговкин — Пирожков
- Георгий Юматов — Виктор Ермолаев, Александр Ермолаев
- Павел Волков — лекарь Ермолаев
- Пётр Любешкин — Шапилов
- Сергей Петров — Суворов
- Николай Свободин — Мордовцев
- Павел Павленко — Павел I
- Михаил Названов — Александр I
- Иван Соловьёв — Нельсон
- Иосиф Толчанов — Гамильтон
- Елена Кузьмина — Эмма Гамильтон
- Вахтанг Туманов — Фут
- Николай Волков — Уильям Питт
- Сергей Мартинсон — Фердинанд, король Обеих Сицилий
- Ада Войцик — Каролина, королева Обеих Сицилий
- Валерий Лекарев — Наполеон
- Эммануил Геллер — Мишеру
- Борис Бибиков — Спенсер Смит

## Съёмочная группа
- Режиссёр: Михаил Ромм
- Автор сценария: Александр Штейн
- Композитор: Арам Хачатурян
- Текст песен: Алексей Сурков
- Операторы: Борис Арецкий, Иоланда Чен (Чен Ю-Лан), Александр Шеленков
- Художники: Арнольд Вайсфельд, Алексей Пархоменко, Леван Шенгелия
- Звукорежиссёр: Сергей Минервин
- Монтаж: Ева Ладыженская
- Художник по костюмам: К. Ефимов
- Художник по гриму: А. Ермолов
- Директор фильма: П. Данильянц
- Второй режиссёр: В. Викторов
- Операторская группа:

- В. Маслеников — второй оператор
- С. Шемахов — второй оператор

- Комбинированные съёмки:

- Б. Арецкий — оператор
- М. Семёнов — художник
- Ф. Красный — художник
- Д. Суллержицкий — эскизы кораблей

- Консультации: И. С. Исаков — главный консультант, профессор, Адмирал Флота Советского Союза.